# Горбуниха (приток Балты)
Горбуниха — река в Мошковском районе Новосибирской области России. Устье реки находится в 9 км от устья по левому берегу реки Балта, в деревне Вороново. Длина реки составляет 16 км. В верховье имеет левый приток — Малая Горбуниха.

## Данные водного реестра
По данным государственного водного реестра России относится к Верхнеобскому бассейновому округу, водохозяйственный участок реки — Обь от Новосибирского гидроузла до впадения реки Чулым, без рек Иня и Томь, речной подбассейн реки — бассейны притоков (Верхней) Оби до впадения Томи. Речной бассейн реки — (Верхняя) Обь до впадения Иртыша.